# Nasa Wangu
Nasa Wangu (...) è un ex calciatore papuano, di ruolo centrocampista.

## Carriera

### Nazionale
Ha debuttato in Nazionale il 14 marzo 2002, in Papua Nuova Guinea-Tonga (5-0). Ha partecipato, con la Nazionale, alla Coppa d'Oceania 2002. Ha collezionato in totale, con la maglia della Nazionale, due presenze.